# Ian Holm
Ian Holm, geboren Ian Holm Cuthbert (Goodmayes, 12 september 1931 – Londen, 19 juni 2020) was een Engels film- en theateracteur.

## Beginjaren
Ian Holm werd in 1931 geboren in een psychiatrische inrichting, waar zijn vader werkte als psychiater en hoofdinspecteur. Toen hij zeven jaar oud was, zag hij een theatervoorstelling van Les Miserables met Charles Laughton in de hoofdrol. Dit inspireerde hem om later acteur te worden. In 1950 werd hij lid van de Royal Academy of Dramatic Art te Londen, waar hij zelfs samen optrad met Laughton. Vier jaar later werd hij lid van de Royal Shakespeare Company.

## Carrière
In 1956 speelde Ian Holm voor het eerst op West End in het stuk Love Affair. Datzelfde jaar maakte hij een Europese tournee met het door Laurence Olivier geproduceerde Titus Andronicus. Hierna keerde hij weer terug naar de Royal Shakespeare Company. In 1967 maakte hij zijn debuut op Broadway als Lenny in het stuk The Homecoming, waar hij een Tony Award voor zou winnen. In 1973 zou Holm deze rol nog een keer spelen in de op het stuk gebaseerde televisiefilm.
Ian Holms filmcarrière begon in 1958 toen hij een kleine, uncredited rol speelde in komedie Girls at Sea. In de ruim veertig jaar die hierop volgde speelde de Engelsman personages in meer dan honderd televisie- en filmproducties, waaronder die van de hobbit Bilbo Balings (Engels: Bilbo Baggins) in de door Peter Jackson verfilmde boeken The Lord of the Rings en The Hobbit. Saillant detail is dat Ian Holm jaren eerder (1981) de rol van Frodo Baggins speelde in een door de BBC geproduceerde hoorspelversie van The Lord of the Rings.
Een van zijn eerste grote filmrollen was in The Bofors Gun uit 1968, waarvoor hij een BAFTA ontving voor beste bijrol. In de jaren daarna speelde hij in verscheidene Britse films en miniseries, waaronder Mary, Queen of Scots uit 1971. In 1976 stopte Holm voor enkele jaren met toneelspelen nadat hij tijdens een voorstelling van The Iceman Cometh werd getroffen door een ernstige aanval van plankenkoorts.
In 1978 speelde hij Heinrich Himmler in de miniserie Holocaust (televisieserie).
In 1979 was Ian Holm te zien als Ash de androïde in de film Alien. Voor Chariots of Fire uit 1981 kreeg Holm een Oscarnominatie, alsmede een BAFTA en een prijs op het filmfestival van Cannes. In 1981 was Ian Holm te zien als Napoleon in Time Bandits van Terry Gilliam. Met deze regisseur werkte hij in 1985 weer samen voor de film Brazil. Enkele jaren later was hij te zien in enkele Shakespeareverfilmingen, waaronder Henry V van Kenneth Branagh. In 1989 werd hij voor een BAFTA genomineerd voor zijn hoofdrol in Game, Set and Match, een BBC-serie naar boeken van Len Deighton.
In de jaren negentig was Holm zowel in de film als op toneel actief. Hij speelde in toneelstukken als Moonlight (1993) en King Lear (1997). Voor zijn rollen in beide toneelstukken ontving Holm zowel een London Critics Circle Theatre Award als de London Evening Standard Theatre Award voor beste acteur. In 1997 speelde hij in twee belangrijke films, The Fifth Element van Luc Besson (een van de succesvolste films van dat jaar) en The Sweet Hereafter van Atom Egoyan. Voor de laatste film, waarin Holm een advocaat speelt die een klein stadje wil bijstaan nadat dit is getroffen door een ernstig schoolbusongeluk, kreeg hij zeer goede kritieken. Ook in The Madness of King George had hij een belangrijke rol en een nieuw publiek bereikte Holm in 2001, toen hij te zien was in The Lord of the Rings: The Fellowship of the Ring, het eerste deel van de The Lord of the Rings-trilogie als de Hobbit Bilbo Baggins. Die rol speelde hij nog een keer in het laatste deel van de trilogie, The Lord of the Rings: The Return of the King.
In 1989 werd Holm benoemd tot Commandeur in de Orde van het Britse Rijk. In juni 1998 werd Ian Holm vanwege zijn verdiensten als acteur door Koningin Elizabeth geridderd en ging sindsdien door het leven als Sir Ian Holm.

## Persoonlijk leven
Ian Holm was viermaal getrouwd. Van 1955 tot 1965 met Lynn Mary Shaw, van 1982 tot 1986 met Sophie Baker, van 1991 tot 2001 met actrice Penelope Wilton en vanaf december 2003 met Sophie de Stempel. Ook heeft hij een langdurige relatie gehad met fotografe Bee Gilbert, van 1965 tot 1976. Hij kreeg vijf kinderen: Jessica en Sarah-Jane met Lynn Mary Shaw, Barnaby en Melissa met Bee Gilbert en Harry met Sophie Baker.
In 2001 werd Ian Holm behandeld voor prostaatkanker. In 2020 stierf hij aan de gevolgen van de ziekte van Parkinson.

## Filmografie
Ian Holm speelde onder andere in de volgende televisie- en filmproducties:
- Girl at Sea (1958)
- The Bofors Gun (1968)
- A Midsummer Night's Dream (1968)
- A Servered Head (1970)
- Mary, Queen of Scots (1971)
- Napoleon and Love (1972) miniserie
- Young Winston (1972)
- The Homecoming (1973)
- Juggernaut (1974)
- Robin and Marian (1976)
- The Man in the Iron Mask (1977) televisiefilm
- Jesus of Nazareth (1977) miniserie
- March or Die (1977)
- Holocaust (1978) miniserie
- Les Misérables (1978) televisiefilm
- The Lost Boys (1978) miniserie
- All Quiet on the Western Front (1979)
- Alien (1979)
- We, the Accused (1980) miniserie
- Chariots of Fire (1981)
- Time Bandits (1981)
- The Return of the Soldier (1982)
- Inside the Third Reich (1982) televisiefilm
- Greystoke: The Legend of Tarzan, Lord of the Apes (1984)
- Laughterhouse (1984)
- Mr. and Mrs. Edgehill (1985) televisiefilm
- Dreamchild (1985)
- Wetherby (1985)
- Brazil (1985)
- Dance with a Stranger (1985)
- Another Woman (1988)
- Henry V (1989)
- Hamlet (1990)
- Naked Lunch (1991)
- Kafka (1991)
- Blue Ice (1992)
- The Hour of the Pig (1993)
- Frankenstein (1994)
- The Madness of King George (1994)
- Big Night (1996)
- Loch Ness (1996)
- Night Falls on Manhattan (1997)
- The Fifth Element (1997)
- The Sweet Hereafter (1997)
- King Lear (1998) televisiefilm
- eXistenZ (1999)
- Joe Gould's Secret (2000)
- Bless the Child (2000)
- From Hell (2001)
- The Emperor's New Clothes (2001)
- The Lord of the Rings: The Fellowship of the Ring (2001)
- The Lord of the Rings: The Return of the King (2003)
- The Day After Tomorrow (2004)
- Garden State (2004)
- The Aviator (2004)
- Lord of War (2005)
- The Treatment (2006)
- Ratatouille (2007) (stemrol)
- The Hobbit: An Unexpected Journey (2012)
- The Hobbit: The Battle of the Five Armies (2014)

## Trivia
- Gedurende zijn lange carrière speelde Holm driemaal de rol van Napoleon Bonaparte: in Napoleon in Love (1972), Time Bandits (1981) en The Emperor's New Clothes (2001).
- Daarnaast speelde hij tweemaal voor meteoroloog in de bekende films The Day After Tomorrow (2004) en The Aviator (2004).
- Holm heeft drie keer een Hobbit gespeeld in een bewerking van J.R.R. Tolkiens meesterwerk In de ban van de ring. in de jaren 80 was hij te horen in een BBC-radioproductie als Frodo Baggins, en in 2001 en 2003 speelde hij Frodo's oom Bilbo Baggins in de trilogie van Peter Jackson. In 2012 was hij daarna te zien in The Hobbit.